# Lista över naturreservat i Skåne län
Detta är en lista över naturreservat i Skåne län, sorterade efter kommun.

## Bjuvs kommun
- Hallabäckens dalgång
- Hjorthagen Wrams Gunnarstorp
- Åvarps fälad
- Åvarp

## Bromölla kommun
- Djupadal
- Gyetorp
- Näsums bokskogar
- Pestbacken
- Östafors bruk

## Burlövs kommun
- Södra Lommabuktens naturreservat

## Båstads kommun
- Axeltorps skogar
- Bjärekustens naturreservat
- Englandsdals naturreservat
- Grevie åsars naturreservat
- Hallands Väderö
- Hallandsås nordsluttning
- Haralds ängar
- Lya ljunghed med omgivningar
- Lyadalens naturreservat
- Severtorp
- Skånska Kattegatt
- Stora Hults fälad
- Stora Hults strand
- Södra Bjärekusten
- Täppesås naturreservat

## Eslövs kommun
- Abullahagens naturreservat
- Billingemölla naturreservat
- Borstbäckens naturreservat
- Bosarps jär
- Eslövs allmänning
- Flyinge ängar

## Helsingborgs kommun
- Allerums mosse
- Björka fälads naturreservat
- Björka skogs naturreservat
- Borgen
- Bruces skog
- Christinelunds ädellövskogsreservat
- Domsten-Viken
- Duvestubbe skog
- Fjärestad-Gantofta
- Gantofta
- Jonstorp-Vegeåns mynning
- Jordbodalen med Ångtegelgropen
- Grollegrund
- Knähaken
- Kulla Gunnarstorp
- Pålsjö skog
- Rååns dalgång
- Småryd
- Svedberga kulle
- Tursköpsskogen
- Väla skog
- Ättekulla
- Örby ängar

## Hässleholms kommun
- Brantaberg-Oreberget
- Essestorps naturreservat
- Gulastorp
- Göingeåsen
- Hovdala
- Isakstorp (naturreservat)
- Linderödsåsens nordsluttning
- Lunden
- Lur
- Maglö ekar
- Norra Mellby
- Röke naturreservat
- Tollaskogen
- Ubbalt
- Verum
- Åraslövs mosse
- Örnabjär
- Östra Ejaröd

## Höganäs kommun
- Bölsåkra-Tranekärr
- Görslövsåns mader
- Jonstorp-Vegeåns mynning
- Lerbergsskogens naturreservat
- Lunnabjärs naturreservat
- Möllehässle naturreservat
- Nabbens naturreservat
- Nyhamnsläge-Lerhams kusthed
- Nyhamnsläge-Strandbadens kusthed
- Skånska Kattegatt
- Skärets naturreservat
- Strandhagen Arild
- Vitsippeskogen
- Västra Kullaberg
- Väsby strandmark
- Ärtan och Bönan
- Östra Kullaberg

## Hörby kommun
- Askebacken med Lyby stubbskottsäng
- Borstbäcken
- Fjällmossen
- Fjällmossen: Viggarum
- Fulltofta gård
- Fulltofta-Häggenäs
- Hjällen
- Hunnabacken
- Hörby fälad
- Råby hällor
- Sniberups fälad
- Timan
- Östra Fulltofta

## Höörs kommun
- Allarps bjär
- Bjäret
- Dagstorp
- Ekastiga
- Frostavallen-Ullstorp
- Gudmuntorps naturreservat
- Hallaröd
- Klintaskogen
- Lillö
- Munkarps fälad
- Munkarps jär
- Prästabonnaskogen
- Rövarekulan
- Sjunnerups naturreservat
- Södra Hultarp
- Tegeldammarna/Lergravarna
- Västra Bosjöklosterhalvön
- Östra Bosjöklosterhalvön

## Klippans kommun
- Anderstorps eneskog
- Herrevadskloster
- Klöva hallar
- Klingstorpabäckens naturreservat
- Linneröds naturreservat
- Traneröds mosse, Grindhus och Lilla Klåveröd
- Varshultamyren

## Kristianstads kommun
- Balsberget
- Bjära naturreservat
- Björkerödsbäcken
- Björshus
- Boarps hed
- Brinkahagen-Möllerödsnäs
- Brotorpet
- Bökenäsets naturreservat
- Degeberga backar
- Drakamöllan
- Dunderbäcken
- Egeside
- Ekedala
- Ekenabben och Kvarnnäs
- Fjälkinge backe
- Fjällmossen
- Flötö
- Forsakar
- Fredriksdalsviken
- Friseboda
- Fästan
- Gropahålet
- Grönhult
- Gyetorp
- Heljestad
- Hercules naturreservat
- Horna grushåla
- Horna Sandar
- Horna sjömark
- Hovby ängar
- Håslövs ängar
- Hörröds och Södra Lökaröds utmarks naturreservat
- Hörrödsåsen (naturreservat)
- Isternäset
- Ivö klack
- Klintabäcken
- Kjugekull (natura 2000-område)
- Kumlan
- Lillehem
- Lillesjö
- Linderödsåsens nordsluttning
- Lyngsjö naturreservat
- Lägerholmen
- Maglehem
- Maltesholms naturreservat
- Mosslunda
- Möllegården
- Norra Ripa sandar
- Näsby fält
- Pulken-Yngsjön
- Rinkaby och Horna ängar
- Skärsnäs
- Svartetorp
- Sånnarna
- Södra Ripa sandar
- Södra Äspet
- Torsebro naturreservat
- Tosteberga ängar
- Uddarp
- Ugnsmunnarna
- Verkeån Agusa-Hallamölla
- Vittskövle sandmark
- Vramsåns mynning
- Åbjär
- Åby ängar
- Årummet
- Åsums ängar och Åsumallet
- Äspet

## Kävlinge kommun
- Dagstorp mosse
- Järavallen
- Lundåkrabukten (naturreservat)
- Löddeåns mynning (norra)
- Salvikens strandängar
- Stora Harrie mosse

## Landskrona kommun
- Exercisfältet
- Gråen
- Hilleshögs dalar
- Kvärlöv naturreservat
- Lundåkrabukten (naturreservat)
- Saxtorpsskogen
- Vens backafall

## Lomma kommun
- Alkärret i Haboljung
- Augustenborg
- Bjärreds saltsjöbads naturreservat
- Domedejla mosse
- Flädierevs naturreservat
- Haboljungs fure
- Kustdammarna
- Kyrkfuret
- Löddeåns mynning (södra)
- Pråmlyckans naturreservat
- Strandhusens revlar
- Slättängsdammarna
- Öresundsparken
- Östra dammarna

## Lunds kommun
- Billebjers naturreservat
- Dalby fälad no 5
- Dalby fälad - Klockarelyckan
- Dalby Norreskog
- Dalby Söderskogs nationalpark
- Dalby Västermark
- Dörröds fälad
- Ekeberga naturreservat
- Flyinge ängar
- Fågelsångsdalens naturreservat
- Gryteskogs naturreservat
- Humlamadens naturreservat
- Häckeberga-Degebergahus
- Häckeberga-Husarahagen
- Häckeberga naturreservat
- Häckeberga naturvårdsområde
- Häckeberga-Skoggård
- Hällestadsåsen-Borelund
- Hällestadsåsen-Prästamöllan
- Högebjärs naturreservat
- Höjeådalens naturreservat
- Kaninlandet
- Klingavälsåns dalgång och Vombs ängar
- Knivsås-Borelund
- Kungsmarkens naturreservat
- Linnebjers naturreservat
- Maskängen
- Måryds naturreservat
- Nöbbelövs mosse med Vallkärra mader
- Prästaskogens naturreservat
- Rinnebäcksravinens naturreservat
- Risens naturreservat
- Rökepipan
- Skrylle naturreservat
- Stångby mosses naturreservat
- Sularpskärret
- Veberöds ljungs naturreservat

## Malmö kommun
- Bunkeflo strandängar
- Foteviksområdet
- Klagshamnsuddens naturreservat
- Limhamns kalkbrott

## Osby kommun
- Böke myr
- Nedraryd
- Nytebodaskogen
- Näset
- Osby skansar
- Ravnarps naturreservat
- Tyringemossen
- Vakö myr (Skåne)
- Vyssle- och Västermyr
- Övraryds naturreservat

## Perstorps kommun
- Mulleskogen
- Uggleskogen
- Varshultamyren

## Simrishamns kommun
- Bäckhalladalen
- Esperöds naturreservat
- Gislövs stjärna
- Gyllebo
- Haväng och Vitemölla strandbackar
- Impan
- Karlaby mosse naturreservat
- Maglehems Ora
- Mälarhusen
- Möllegårdens naturreservat
- Sandby backar
- Simris strandängar
- Skansen
- Stenshuvud Nationalpark
- Stenshuvud naturreservat
- Sträntemölla-Forsemölla
- Svabesholm
- Torups ängars naturreservat
- Västra Stenshuvud
- Verkeån, delområde 1
- Åkarp (naturreservat)

## Sjöbo kommun
- Assmåsabetet
- Borstbäcken
- Ekskiftet-Linneskogen
- Frihult
- Froenahejdan
- Fyledalen
- Humlarödshus fälad
- Klingavälsåns dalgång
- Lindskiftet-Linneskogen
- Lövestads åsar
- Navröd
- Ramnakullabackarna
- Riddarehagen-Simontorp
- Rölabackarnas naturreservat
- Skoghusets enefälads naturreservat
- Snogeholms naturreservat
- Verkeån Agusa-Hallamölla
- Vitabäckshällorna
- Övedsklosters naturreservat

## Skurups kommun
- Mossbystrand
- Skönabäck naturvårdsområde
- Stenberget (naturreservat)
- Svaneholm Hästhagen
- Svaneholm Norrskog
- Svaneholm Vassen
- Svaneholms naturreservat
- Zimmermans backe

## Staffanstorps kommun
- Vallby mosse

## Svalövs kommun
- Hallabäckens dalgång
- Jällabjär
- Klåveröds naturreservat
- Klöva hallar
- Liaängen
- Nackarps naturreservat
- Svenstorp-Bolshus fälad
- Traneröds mosse, Grindhus och Lilla Klåveröd

## Svedala kommun
- Eksholm
- Hunneröds mosse
- Lemmeströtorp
- Norre Wång
- Prästaskogen-Lemmeströ
- Torups bokskog
- Törringelunds naturreservat

## Tomelilla kommun
- Benestads backar
- Djurrödsbäckens dalgång
- Drakamöllan
- Fyledalen
- Högaborg
- Kronoskogen
- Kronovalls Store vång
- Listarumsåsens naturreservat
- Ljungavången
- Maglehems Ora
- Onslunda sten
- Skogsbacken med Väladalen
- Södra Lökaröds naturreservat
- Toarpskärrets naturreservat
- Tryde naturreservat
- Verkeån Agusa-Hallamölla
- Verkeån del II:2 Blästorp
- Örups almskog

## Trelleborgs kommun
- Asbjärs naturreservat
- Beddinge strandhed
- Dalköpinge ängar
- Dalköpingeåns naturreservat
- Fredshög-Stavstensudde
- Fårabackarna
- Maglarps sandtag

## Vellinge kommun
- Arriesjön-Risebjär
- Falsterbohalvöns havsområde
- Flommens naturreservat
- Foteviksområdet
- Gavelsbjer
- Kämpinge strandbad
- Ljungskogen-Ljunghusens strandbad
- Måkläppens naturreservat
- Norra Ljunghusen
- Skanör-Höll
- Skanörs ljung

## Ystads kommun
- Backåkra
- Bjersjöholms ädellövskog
- Fyledalen
- Fårarps mosse naturreservat
- Hagestad
- Hagestad-Järarna
- Hammars backar-Kåsebergaåsen naturvårdsområde
- Högestads mosse
- Ingelstorps mosse naturvårdsområde
- Lilla Köpinge naturreservat
- Lybeck
- Norra Sandskogen
- Sandhammarens naturreservat
- Skoghejdan
- Skoghusets enefälads naturreservat
- Svartskylle
- Ystads sandskog
- Ållskog

## Åstorps kommun
- Dynget
- Kalvahagen
- Prästamarken

## Ängelholms kommun
- Djurholmamossen
- Hjärnarps prästaskogs naturreservat
- Hålebäckseröd
- Magnarps strandmarker
- Prästängen
- Århultsbäckens naturreservat
- Ängelholms strandskog

## Östra Göinge kommun
- Dalshult
- Grävlingabackarna
- Matsalycke
- Sporrakulla
- Stora Bjälkarps naturreservat
- Wanås naturreservat
- Övraryds naturreservat